# 韋登湖

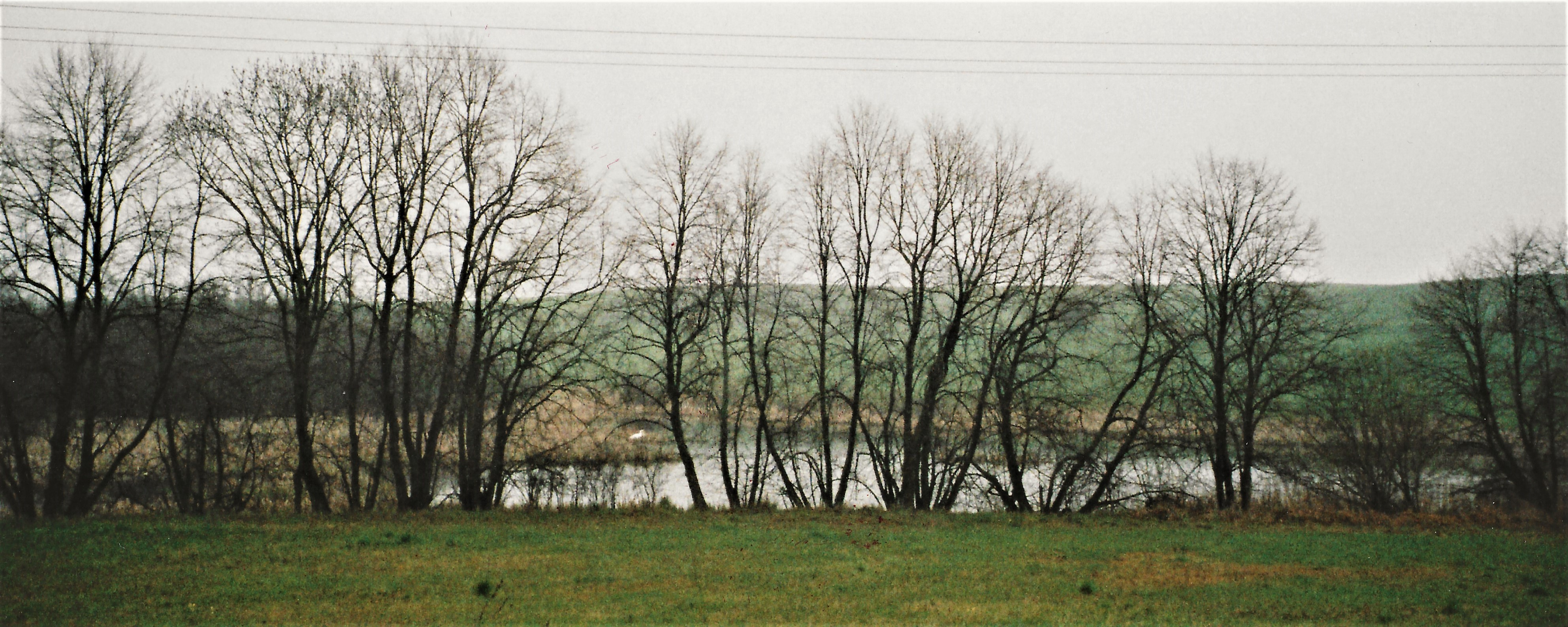

韋登湖（德語：Wedensee），是德國的湖泊，位於該國東北部梅克倫堡-前波美拉尼亞州，由梅克倫堡湖區郡負責管轄，長0.9公里、寬0.2公里，面積0.08平方公里，海拔高度53米，最大水深1.5米。